# Germán (vegyület)
A germán szervetlen vegyület, a metán germániumos analógja. Összegképlete GeH4. Ez a legegyszerűbb germánium hidrid és a germánium egyik leghasznosabb vegyülete. A szilánhoz és a metánhoz hasonlóan a germán molekulaalakja is tetraéderes. Levegőn elégetve GeO2 és víz keletkezik.

## Előfordulása
A Jupiter atmoszférájában már kimutatták.

## Előállítása
Jellemzően germániumvegyületek, elsősorban germánium-dioxid hidridreagenssel (pl. nátrium-borohidriddel, kálium-borohidriddel, lítium-borohidriddel, lítium-alumínium-hidriddel vagy nátrium-alumínium-hidriddel) történő redukciójával állítják elő. A borohidrides redukciót különböző savak katalizálják, a reakció vizes és szerves oldószerben is lejátszódik. Laboratóriumi méretben germánium(IV) vegyületek és a fenti hidridek reagáltatásával állítják elő. Egy tipikus szintézis során Na2GeO3 és nátrium-borohidridet reagáltatnak.
Na2GeO3 + NaBH4 + H2O → GeH4 + 2 NaOH + NaBO2
További szintézislehetőségek az elektrokémiai redukció és a plazma alapú eljárások. Az elektrokémiai redukálás során feszültséget kapcsolnak vizes elektrolitba merülő fém germánium katódra és molibdén vagy kadmium anyagú anódra. A folyamat során germán (GeH4) és hidrogéngáz fejlődik a katódon, míg az anódból – oxigénnel reagálva – molibdén- vagy kadmium-oxid keletkezik. A plazmaszintézis során fém germániumot nagyfrekvenciás plazmaforrással előállított hidrogénatomokkal bombáznak, aminek hatására germán és digermán keletkezik.

## Reakciói
Gyengén savas vegyület. Folyékony ammóniában a GeH4 ionizálódik, NH+4 és GeH−3 ionpárt alkot. Alkálifémekkel folyékony ammóniában fehér kristályos MGeH3 vegyületet képez. A kálium- (KGeH3, kálium-germil) és rubídiumtartalmú (RbGeH3, rubídium-germil) germánvegyületek nátrium-kloridos szerkezetűek, ami szabadon forgó GeH−3 aniont feltételez. A céziumtartalmú vegyület, a CsGeH3 ezzel ellentétben deformálódott nátrium-klorid szerkezetű, hasonlóan a tallium-jodidéhoz.

## Félvezetőipari felhasználása
A germángáz 600 K körül germániumra és hidrogénre bomlik. Ezen termikus labilitása miatt használják germánium vékonyrétegek növesztésre a félvezető iparban, MOVPE vagy kémiai sugár epitaxy során. Szerves germánium prekurzorokat (pl. izobutil-germán, alkilgermánium-triklorid és dimetilaminogermánium-triklorid) is vizsgálnak mint a germániumtartalmú vékonyréteg gyártásának a germánnál biztonságosabb folyékony alternatívái.

## Biztonságtechnikai információk
A germán nagyon gyúlékony, potenciálisan piroforos (de más forrás szerint nem gyullad meg levegővel érintkezve), nagyon mérgező gáz. Munkahelyi koncentrációja 8 órás átlagban legfeljebb 0,2 ppm lehet.
Patkányoknál az LC50 1 órás kitettség esetén 622 ppm. Belélegzése, illetve az anyagnak való kitettség levertséget, fejfájást, szédülést, ájulást, émelygést, nehézlégzést, hányást, vesekárosodást és hemolitikus hatásokat okozhat.

## Fordítás
Ez a szócikk részben vagy egészben  a   Germane című angol Wikipédia-szócikk ezen változatának fordításán alapul.  Az eredeti cikk szerkesztőit annak laptörténete sorolja fel. Ez a jelzés csupán a megfogalmazás eredetét és a szerzői jogokat jelzi, nem szolgál a cikkben szereplő információk forrásmegjelöléseként.

## Külső hivatkozások
- Metaloids (manufacturer) datasheet
- Arkonic Specialty Gases China (manufacturer) datasheet
- Licensintorg Russia (process technology sale)
- Honjo Chemical Japan (manufacturer) Archiválva 2013. január 20-i dátummal a Wayback Machine-ben
- Praxair datasheet
- Air liquide gas encyclopedia entry Archiválva 2013. július 30-i dátummal a Wayback Machine-ben
- CDC - NIOSH Pocket Guide to Chemical Hazards
- Voltaix (manufacturer) datasheet Archiválva 2011. július 17-i dátummal a Wayback Machine-ben
- Foshan Huate Gas Co.,Ltd (manufacturer)
- Horst Technologies, Russia (manufacturer)